# アルジーラ
アルジーラ（カタルーニャ語: Alzira: カタルーニャ語発音: [aɫˈziɾa]）は、スペイン・バレンシア州バレンシア県のムニシピ（基礎自治体）。スペイン語ではアルシーラ（スペイン語: Alcira: スペイン語発音: [alˈθiɾa]）だが、バレンシア語表記が公式名である。リベラ・アルタ郡の政庁所在地である。

## 地理

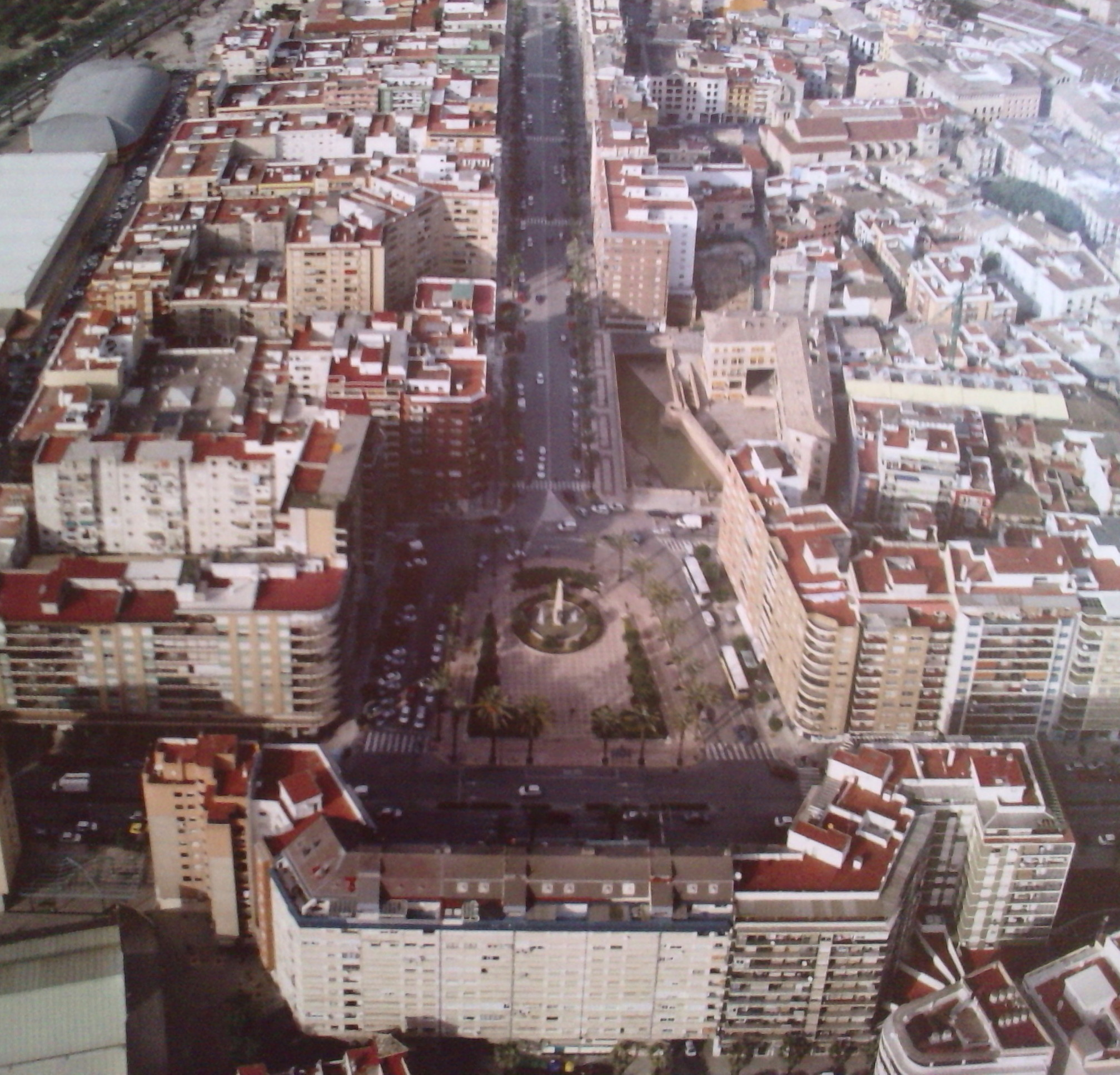
アルジーラの中心広場と通り

バレンシア州バレンシア県の南部、フカル川の南岸（左岸）に位置する。面積は110.4km2であり、標高は14メートルから20メートルである。バレンシア州の州都かつバレンシア県の県都であるバレンシアからの距離は約40キロメートルである。自治体域は完全に二分されており、東側に中心集落がある。
バレンシアとアリカンテ県の県都アリカンテから鉄道路線が伸びている。バレンシアに向かう路線はセルカニアス バレンシアに組み込まれており、セルカニアスの2号線はバレンシア1からアルジーラやシャティバを経由してモヘンテ/モイシェントに至っている。道路ではバレンシアからA-7号線またはAP-7号線でアクセスすることができる。
アルジーラの気候は典型的な地中海性気候であり、夏季も冬季も極度な気温にはならない。年降水量は少なく、季節によって不規則である。一般的には乾燥する時期の後に豪雨に見舞われる。城壁の外側はヤシ・オレンジ・クワの木々や水田に囲まれている。

## 歴史

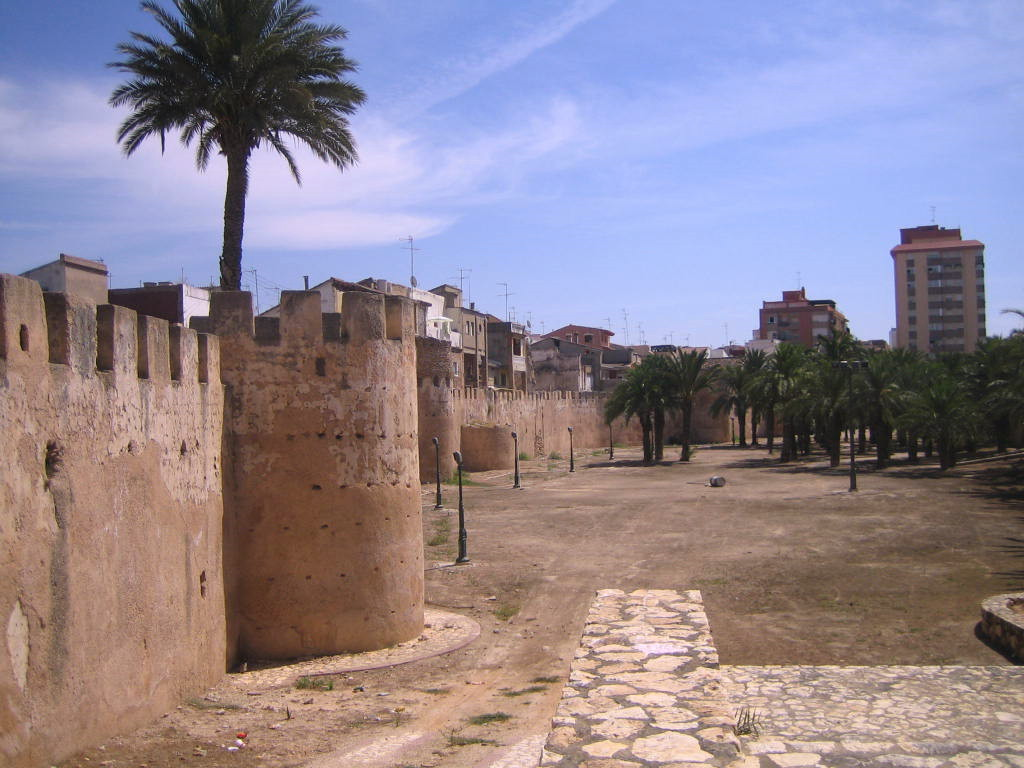
イスラーム時代の城壁

古代ローマ時代のサエタビクーラ(Saetabicula)、またはローマ以前のスクロ(Sucro)は、しばしばアルジーラであるとされる。19世紀の歴史学者であるビセンテ・ボッシュは、「町が大スキピオによって奪われた紀元前206年のスクロの反乱は、今日のアルジーラの町から数キロメートル東のフカル川河口で起こった」と書いている。
この町はイスラーム教徒によって、Jazirat Shukr (アラビア語: جزيرة شَقْر)という名称で建設された。「フカル川の土地」という意味を持つ。イスラーム時代には500年以上にわたって交易拠点として繁栄した。この町には地方行政組織があり、著作家・哲学者・法曹にとっての文化的拠点とみなされていた。
1242年12月30日にはキリスト教徒のアラゴン王ハイメ1世がこの町を征服した。フカル川に近接していることからたびたび洪水の被害に遭っており、特に1472年、1590年、1864年、1916年、1982年、1987年には大きな被害を受けた。
20世紀半ばまで、アルジーラの経済の原動力は農業だった。もっとも重要な農作物はオレンジであり、地元の農業協同組合によって管理されている。20世紀には農業を基盤とする経済から、商業インフラと関連サービスを備えた多様な産業を持つ都市に転換した。現在では出版業、製造業、繊維業、菓子製造業などの企業がアルジーラに本社を置いている。今日のアルジーラは、周囲の約30万人の人口に影響を与える商業都市である。1999年にはPFI方式によってリベラ病院（250床）が設立された。

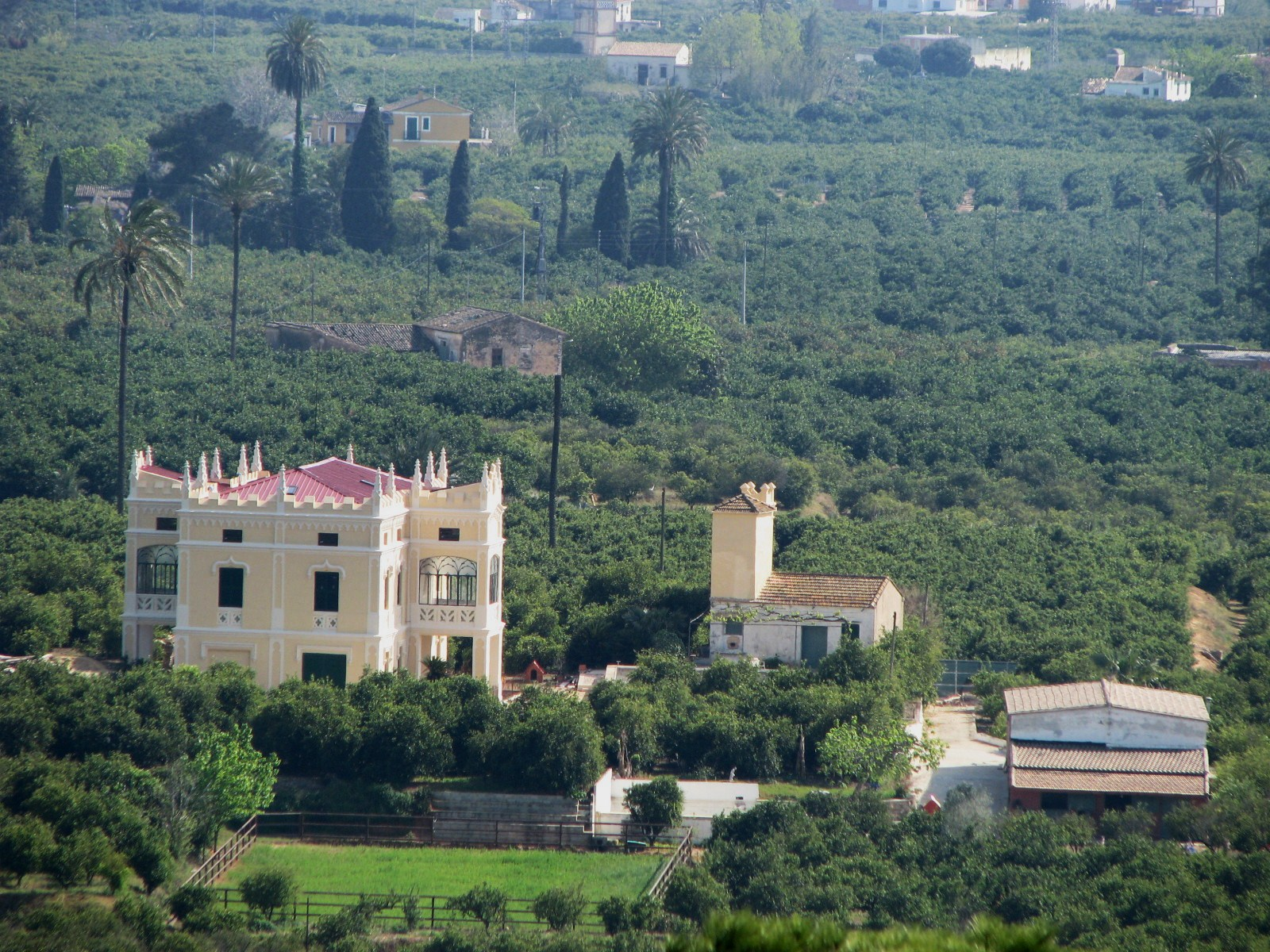
オレンジ畑と農園邸宅
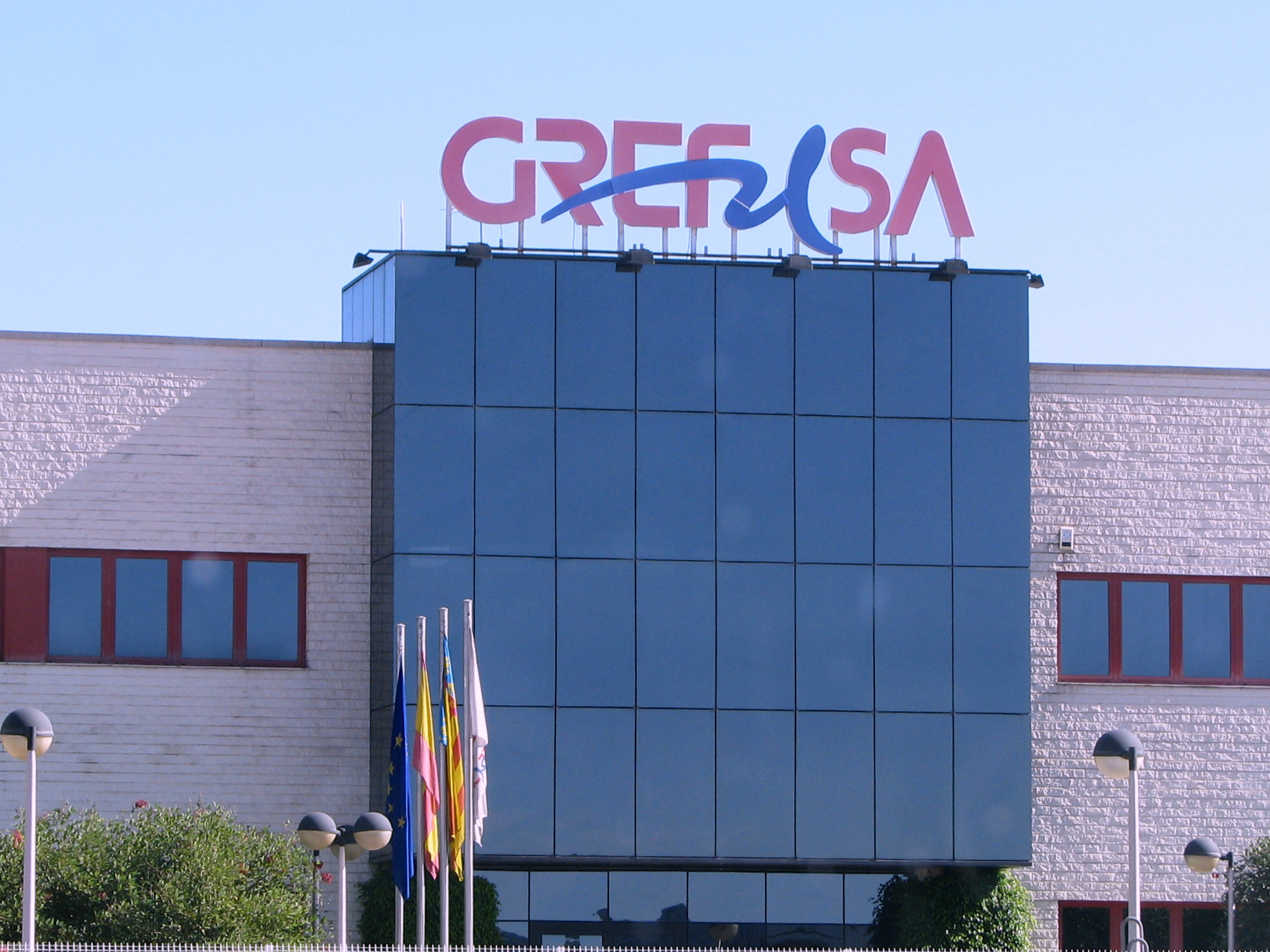
菓子製造業のグレフサ（英語版）本社
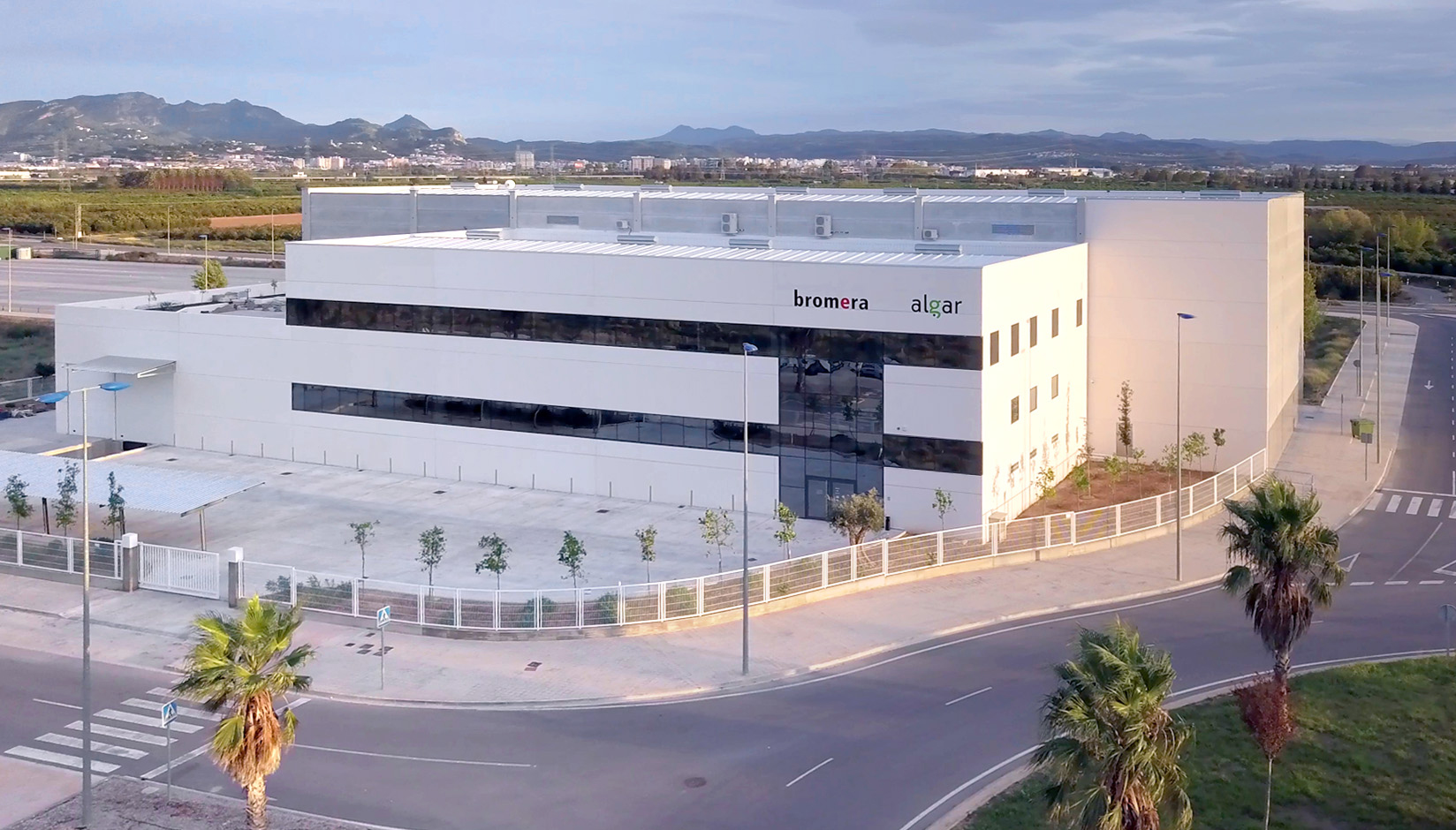
ブロメラ出版（英語版）本社

## 人口
| アルジーラの人口推移 1857－2015                         |
|                                                         |
| 出典:INE（スペイン国立統計局）1900年 - 1991年、1996年 - |

## 政治
| 任期      | 首長名                                           | 政党         |
| --------- | ------------------------------------------------ | ------------ |
| 1979–1983 | Francisco José Blasco Castany                    | PSPV-PSOE    |
| 1983–1987 | Francisco José Blasco Castany                    | PSPV-PSOE    |
| 1987–1991 | Francisco José Blasco Castany                    | PSPV-PSOE    |
| 1991–1995 | Francisco José Blasco Castany Pedro Grande Diago | PSPV-PSOE    |
| 1995–1999 | Alfredo Javier Garés Núñez                       | PP           |
| 1999–2003 | Pedro Grande Diago                               | PSPV-PSOE    |
| 2003–2007 | Elena María Bastidas Bono                        | PP           |
| 2007–2011 | Elena María Bastidas Bono                        | PP           |
| 2011–2015 | Elena María Bastidas Bono                        | PP           |
| 2015–2019 | Diego Gómez García                               | コンプロミス |
| 2019–2023 | n/d                                              | n/d          |
| 2023–     | n/d                                              | n/d          |

## 見どころ

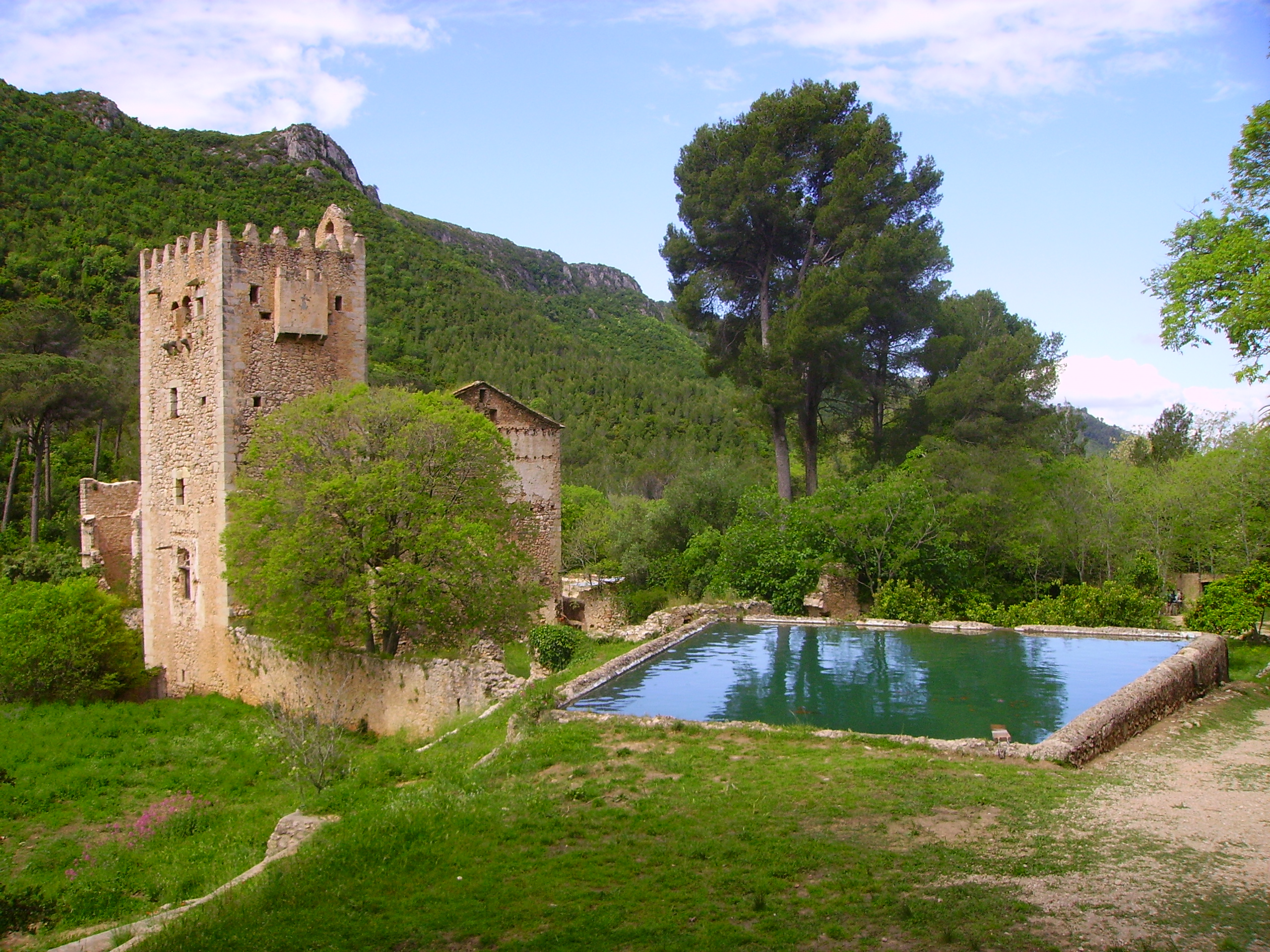
ムルタ修道院

- ムルタ修道院（英語版）
- アルジーラ城壁（スペイン語版） : 当初は防衛の目的で、またフカル川の洪水対策も兼ねて建設された。1985年には重要文化財となった。
- アルジーラ市議会議事堂 : アラゴン王国時代のゴシック様式である。1930年には重要文化財となった。
- サンタ・カタリーナ教会（スペイン語版）
- アルジーラのリュック神の母聖堂 : 建物はネオロマネスク様式で建設された。
- アルジーラ博物館 : ゴシック＝ルネサンス様式の建物に入っており、アルジーラとリベラ・アルタの町の文化遺産を展示している。

## 出身者
- イブン・ハファージャ（スペイン語版）（1058年 - 1137年） : 詩人。
- イブン・アミラ（スペイン語版）（1186年 - 1251年） : 歴史学者・詩人・法曹。
- フアン・ベラ（スペイン語版）（1453年 - 1507年） : 司教。
- アドリアン・カンポス（1960年 - ） : レーシングドライバー。
- ホルヘ・マルチネス（1962年 - ） : オートバイレーサー。
- ラウール・アルベントーサ（英語版）（1988年 - ） : サッカー選手。